# Колено (генеалогия)

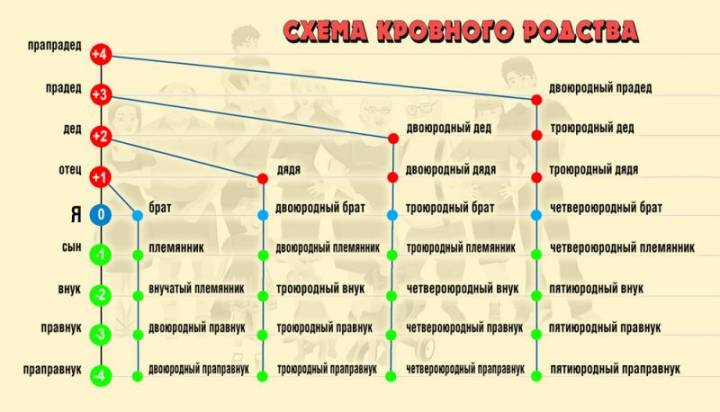
Схема кровного родства.

Коле́но — разветвление рода, поколение в родословной.

## История
Точное определение «колена» таково: два человека, не являющиеся прямыми родственниками друг друга, то есть не лежащие на одной прямой в генеалогическом древе) состоят в родстве в k-ом колене, если k — это минимальное число шагов, которое надо пройти вверх по генеалогическому древу от одного из этих двух людей, чтобы встретить их общего предка. Родство в колене представляет собой родство «по горизонтали» в генеалогическом древе (чем ниже спускаемся по древу, тем оно шире, а родственники — дальше по родству).
Не стоит путать количество колен до первого общего родственника и реальное количество колен между родственниками. К примеру, братья и сёстры имеют общего родственника через одно колено, но друг от друга их отделяет два колена.
Братья и сёстры приходятся друг другу родственниками в первом колене или родными (достаточно подняться на один уровень вверх по генеалогическому древу, чтобы встретить их предка — общего родителя). Но при этом родные братья и сестры являются родственниками через два колена, так как каждому нужно подняться к общему предку (одно колено) и опуститься к брату или сестре (плюс ещё одно колено). При этом только родители с детьми имеют связь через одно колено. В свою очередь, дети детей приходятся друг другу родственниками во втором уровне колен или «двоюродными» (у них общий прародитель — дед или бабушка), но при этом имеют связь через четыре колена. Дядя и племянник приходятся друг другу родственниками в первом колене или родными, так как поднявшись от дяди на один уровень вверх, мы находим их общего родственника (отца/мать одного и деда/бабушку другого). 
Отношения двоюродный дядя и правнучатый двоюродный племянник говорят сами за себя.